# Jens Berendt Jensen
Jens Berendt Jensen (født 21. februar 1940 i Faxe Ladeplads, Danmark) er en dansk tidligere roer.
Jensen repræsenterede Danmark ved OL 1960 i Rom. Her udgjorde han, sammen med Knud Nielsen og styrmand Sven Lysholt Hansen, den danske toer med styrmand. Danskerne sluttede på fjerdepladsen i konkurrencen, hvor de i finalen kom i mål knap fem sekunder efter bronzevinderne fra USA.
Jensen deltog også i toeren med styrmand ved OL 1964 i Tokyo, denne gang sammen med Knud Nielsen og styrmand Niels Olsen. Danskerne blev denne gang slået ud efter at være sluttet på sidstepladsen i opsamlingsheatet til indledende heat.